# Episodi di NCIS - Unità anticrimine (dodicesima stagione)
La dodicesima stagione della serie televisiva NCIS - Unità anticrimine è stata trasmessa sul canale statunitense CBS dal 23 settembre 2014 al 12 maggio 2015.
In Italia la prima parte della stagione è stata trasmessa in prima visione assoluta dal 1º marzo al 31 maggio 2015 su Rai 2. La seconda parte, sempre in prima visione su Rai 2, dal 13 settembre 2015 al 24 gennaio 2016.
| nº | Titolo originale            | Titolo italiano                      | Prima TV USA      | Prima TV Italia   |
| -- | --------------------------- | ------------------------------------ | ----------------- | ----------------- |
| 1  | Twenty Klicks               | 20 chilometri                        | 23 settembre 2014 | 1º marzo 2015     |
| 2  | Kill the Messenger          | Uccidi il messaggero                 | 30 settembre 2014 | 1º marzo 2015     |
| 3  | So It Goes                  | Così vanno le cose                   | 7 ottobre 2014    | 8 marzo 2015      |
| 4  | Choke Hold                  | Cacciatori e prede                   | 14 ottobre 2014   | 15 marzo 2015     |
| 5  | The San Dominick            | Il San Dominick                      | 21 ottobre 2014   | 22 marzo 2015     |
| 6  | Parental Guidance Suggested | Consigliata la presenza di un adulto | 28 ottobre 2014   | 29 marzo 2015     |
| 7  | The Searchers               | I cercatori                          | 11 novembre 2014  | 3 aprile 2015     |
| 8  | Semper Fortis               | Congedo mortale                      | 18 novembre 2014  | 19 aprile 2015    |
| 9  | Grounded                    | Panico in aeroporto                  | 25 novembre 2014  | 26 aprile 2015    |
| 10 | House Rules                 | Vivere di regole                     | 16 dicembre 2014  | 3 maggio 2015     |
| 11 | Check                       | Mantenere il controllo               | 6 gennaio 2015    | 17 maggio 2015    |
| 12 | The Enemy Within            | Nemici in patria                     | 13 gennaio 2015   | 24 maggio 2015    |
| 13 | We Build, We Fight          | Noi costruiamo, noi lottiamo         | 3 febbraio 2015   | 31 maggio 2015    |
| 14 | Cadence                     | Il corpo d'onore                     | 10 febbraio 2015  | 13 settembre 2015 |
| 15 | Cabin Fever                 | Si volta pagina                      | 17 febbraio 2015  | 20 settembre 2015 |
| 16 | Blast From The Past         | Squilli dal passato                  | 24 febbraio 2015  | 27 settembre 2015 |
| 17 | The Artful Dodger           | La banda DiNozzo                     | 10 marzo 2015     | 4 ottobre 2015    |
| 18 | Status Update               | Cambiamenti                          | 24 marzo 2015     | 18 ottobre 2015   |
| 19 | Patience                    | Non dimenticare                      | 31 marzo 2015     | 25 ottobre 2015   |
| 20 | No Good Deed                | Il buon samaritano                   | 7 aprile 2015     | 1º novembre 2015  |
| 21 | Lost in Traslation          | Déjà vu                              | 14 aprile 2015    | 8 novembre 2015   |
| 22 | Troll                       | Odio virtuale                        | 28 aprile 2015    | 8 novembre 2015   |
| 23 | The Lost Boys               | Bambini sperduti                     | 5 maggio 2015     | 17 gennaio 2016   |
| 24 | Neverland                   | L'isola che non c'è                  | 12 maggio 2015    | 24 gennaio 2016   |

## 20 chilometri
- Titolo originale: Twenty Klicks
- Diretto da: Tony Wharmby
- Scritto da: Gary Glasberg e Scott Williams

### Trama
Gibbs e McGee si recano in Russia per scortare in patria Kevin Hussein, esperto informatico dell'NCIS, ma il loro elicottero viene colpito da un missile terra-aria. Al quartier generale, il resto della squadra scopre che Hussein ha spedito negli USA la salma di suo zio e, analizzando il corpo, trova al suo interno una scheda di memoria contenente un prototipo di virus informatico molto potente. Recuperata la scheda, Abby attiva involontariamente il virus che si diffonde in tutta la rete informatica del quartier generale. Fortunatamente Gibbs, McGee e Hussein, inseguiti da coloro che li avevano abbattuti, vengono recuperati vicino al confine della Finlandia e, nel frattempo, il virus viene fermato. Il mercenario Sergei Mishnev, leader del commando che ha cercato di abbattere l'elicottero, sopravvive allo scontro a fuoco che precede il salvataggio.
- Ascolti USA: telespettatori 19 178 000[2]
- Ascolti Italia: telespettatori 2 604 000 – share 8,65%[3]

## Uccidi il messaggero
- Titolo originale: Kill the Messenger
- Diretto da: Dennis Smith
- Scritto da: George Schenck e Frank Cardea

### Trama
Un turista, assieme alla figlia, trova un marine accoltellato a morte nel parco di Washington. La squadra di Gibbs pensa che sia una rapina finita in tragedia, ma successivamente scoprono che dietro ci sono degli interessi economici da parte di un responsabile di una società informatica.
- Ascolti USA: telespettatori 19 178 000[2]
- Ascolti Italia: telespettatori 2 998 000 – share 10,21%[3]

## Così vanno le cose
- Titolo originale: So It Goes
- Diretto da: Leslie Libman
- Scritto da: Steven D. Binder

### Trama
Un'auto viene centrata in pieno da un razzo. La squadra di Gibbs viene chiamata a investigare, poiché sul luogo dell'esplosione viene trovata una cassetta contenente dei dossier riguardanti le morti sospette di alcuni marines. Si scopre, anche, che un vecchio amico del dottor Mallard sembra implicato nella faccenda. Alla fine il team risolve il caso, smantellando un'organizzazione albanese dedita al contrabbando di armi.
- Ascolti USA: telespettatori 19 178 000[2]
- Ascolti Italia: telespettatori 2 385 000 – share 8,08%[4]

## Cacciatori e prede
- Titolo originale: Choke Hold
- Diretto da: Terrence O'Hara
- Scritto da: Christopher J. Waild

### Trama
La squadra di Gibbs e l'FBI indagano sull'omicidio di una ricercatrice americana e i sospetti ricadono sul governo russo che nutriva interessi per la ricercatrice. Le indagini proseguono e la task force scopre che la presunta assassina, una cittadina russa, anch'essa braccata dalla vera omicida, stava cercando di avvertire la ricercatrice americana del pericolo imminente. Grazie a uno stratagemma riescono a evitare che la vera assassina colpisca di nuovo, ma quest'ultima si suicida con una garrota, decapitandosi.
- Ascolti USA: telespettatori 19 178 000[2]
- Ascolti Italia: telespettatori 2 542 000 – share 8,47%[5]

## Il San Dominick
- Titolo originale: The San Dominick
- Diretto da: Arvin Brown
- Scritto da: Christopher Silber

### Trama
L'agente Bishop è alle prese con l'addestramento su una nave della guardia costiera, quando Gibbs intravede un corpo in mare. Si scopre che si tratta di un criminale che due anni prima aveva assalito il comandante della portacontainer "Il San Dominik". Gibbs, assieme a un sottufficiale della guardia costiera, salgono sulla portacontainer. Ben presto i due scoprono che sono alle prese con un sequestro, architettato dal comandante della nave, assieme ai banditi, per cercare di mettere le mani su dei soldi, appartenenti a una compagnia. Gibbs riesce a sventare il tutto, facendo arrestare i criminali e disinnescando una bomba. DiNozzo arresta il comandante in procinto di fuggire con i soldi.
- Ascolti USA: telespettatori 19 178 000[2]
- Ascolti Italia: telespettatori 2 705 000 – share 9,07%[6]

## Consigliata la presenza di un adulto
- Titolo originale: Parental Guidance Suggested
- Diretto da: Thomas J. Wright
- Scritto da: Jennifer Corbett

### Trama
La moglie di un ufficiale viene ritrovata morta nella propria casa. A rinvenire il cadavere è la figlia che, aiutata da un vicino, avverte l'NCIS. La ragazzina indica come possibili sospettati le persone si cui il padre stava indagando. Gli agenti dell'NCIS sospettano inizialmente del creatore di un sito terrorista. Quando cercano di tendere una trappola al malvivente, McGee viene assalito dall'agente dell'ATF Zoe Keates, ex collega di Tony a Filadelfia. La donna rivela che il sito è stato mantenuto online per poter catturare altre persone che volevano entrare in contatto con il terrorista, ma il proprietario è già stato arrestato. Venuta meno questa pista, gli agenti incominciano a indagare sui pazienti della vittima e scoprono che quest'ultima aveva chiesto un colloquio a un pericoloso criminale sociopatico per ottenere informazioni su come aiutare un'altra persona affetta dagli stessi problemi. Gibbs scopre che è stata la ragazzina, affetta da un grave disturbo della personalità, a uccidere la propria madre.
- Ascolti USA: telespettatori 19 178 000[2]
- Ascolti Italia: telespettatori 2 520 000 – share 8,96%[7]

## I cercatori
- Titolo originale: The Searchers
- Diretto da: Tony Wharmby
- Scritto da: Gina Lucita Monreal

### Trama
Due ragazzini trovano il cadavere di un veterano della guerra in Vietnam. La vittima ha in mano la piastrina di un marine morto in guerra il cui cadavere non è mai stato trovato. Abby scopre che la piastrina è un falso. L'NCIS scopre che alcuni malviventi hanno incominciato a truffare i parenti delle vittime della guerra in Vietnam. Durante questo caso oltre a scoprire l'assassino si lavora anche per trovare i resti del marine deceduto in guerra e amico del defunto. Il colpevole è il proprietario di un'agenzia di viaggi, infatti il defunto si era accorto che il gruppo sanguigno era sbagliato e voleva dirlo alla polizia. Il colpevole era scappato in Vietnam quindi anche Gibbs e Tony vanno lì, qui grazie a un particolare trovato da Bishop si risale a un vietnamita il quale era stato aiutato dalla squadra del disperso a seppellire i suoi genitori, e quando il marine era morto egli aveva preso il corpo e lo aveva seppellito vicino ai suoi genitori. Bishop è alle prese con Gibbs, infatti lei si è accorta che da quando è arrivata la tratta con i guanti: a fine puntata Gibbs le spiega che Ziva e Kate secondo lui se ne sono andate per via dei suoi modi rudi e non vuole che accada anche con lei.
- Ascolti USA: telespettatori 19 178 000[2]
- Ascolti Italia: telespettatori 2 435 000 – share 8,71%[8]

## Semper Fortis
- Titolo originale: Semper Fortis
- Diretto da: Dennis Smith
- Scritto da: Matthew R. Jarrett e Scott J. Jarrett

### Trama
Tre ragazzi vengono coinvolti in un incidente d'auto e restano gravemente feriti. Sopraggiunge un'ex-infermiera dei marines che presta i primi soccorsi in attesa dell'arrivo dell'ambulanza. Uno dei ragazzi però muore e la donna viene trattenuta dalle forze dell'ordine per essere intervenuta pur non essendo in possesso del patentino che le avrebbe permesso di agire anche in ambito civile. Gibbs prende a cuore la situazione della donna e cerca di aiutarla.
- Ascolti USA: telespettatori 19 178 000[2]
- Ascolti Italia: telespettatori 2 310 000 – share 8,15%[9]

## Panico in aeroporto
- Titolo originale: Grounded
- Diretto da: Bethany Rooney
- Scritto da: Scott Williams

### Trama
Tony, Bishop e suo marito Jake rimangono bloccati in aeroporto a causa delle avverse condizioni climatiche. I tre dovranno unire le forze con i colleghi rimasti a Washington per sventare una minaccia terroristica che sembra nascere proprio nell'aeroporto.
- Ascolti USA: telespettatori 19 178 000[2]
- Ascolti Italia: telespettatori 2 364 000 – share 8,52%[10]

## Vivere di regole
- Titolo originale: House Rules
- Diretto da: Terrence O'Hara
- Scritto da: Christopher J. Waild

### Trama
Poco prima di Natale, quando Washington si trova a fronteggiare la mancanza di connessione a Internet, l'NCIS deve chiedere consulenza a tre hacker arrestati in passato dalla stessa squadra. Nel frattempo McGee scrive una lettera al padre malato, raccontandogli il caso e paragonando le sue regole a quelle di Gibbs, che vengono raccontate grazie a molti flashback. Nelle ultime scene si vede McGee che, nella casa di famiglia, legge la lettera a suo padre morto nella bara.
- Ascolti USA: telespettatori 19 178 000[2]
- Ascolti Italia: telespettatori 2 322 000 – share 8,53%[11]

## Mantenere il controllo
- Titolo originale: Check
- Diretto da: Alarick Riley
- Scritto da: Steven D. Binder

### Trama
Gibbs e la sua squadra ispezionano una tavola calda dove è avvenuta una sparatoria con numerose vittime. Durante i rilievi, sulla scena del crimine arrivano le ex mogli di Gibbs, Rebecca e Diane (la prima moglie, Shannon, era stata uccisa da un narco-trafficante messicano prima che Gibbs entrasse nell'NCIS), ma Gibbs non comprende il motivo. Dopo la misteriosa uccisione di un civile, in circostanze che ricordano l'omicidio di Mike Franks, Gibbs e la squadra comprendono che Sergei Mishnev, il mercenario russo, ha riprodotto scene del crimine di cui sono state vittime persone molto care a Gibbs, quali Jenny Shepard e Mike Franks. L'ultima vittima è Diane, ex moglie numero 3, uccisa da Mishnev in circostanze analoghe a quelle in cui trovò la morte Kate Todd. Grazie al virus informatico che Abby e McGee mettono in rete, Mishnev viene localizzato e Gibbs si apposta fuori dal suo nascondiglio. Prima di entrare, rivede in alcuni flashback Diane e decide di non aspettare la squadra per intervenire: fa irruzione nell'appartamento sparando sui presenti e si avventa su Mishnev per strangolarlo, ma viene colpito alla nuca e perde i sensi. L'episodio finisce con Gibbs che viene raggiunto dai compagni e riceve la telefonata di Fornell, anche lui ex-marito di Diane.
- Ascolti USA: telespettatori 19 178 000[2]
- Ascolti Italia: telespettatori 2 365 000 – share 9,18%[12]

## Nemici in patria
- Titolo originale: The Enemy Within
- Diretto da: James Whitmore Jr.
- Scritto da: George Schenck e Frank Cardea

### Trama
La squadra deve vedersela con alcuni terroristi, ex marines, coinvolti nel sequestro di una volontaria impegnata in un orfanotrofio in Siria. Alla fine capiscono che dietro a questo sequestro, che è una montatura, c'è la vittima del presunto rapimento che vuole uccidere un imam impegnato in un seminario a Washington. Vance, avvertito da Gibbs riesce a sventare l'attentato e a salvare l'imam. Intanto Tony è alle prese con una relazione che sembrerebbe seria con un'agente dell'ATF, lui non vuole farlo scoprire alla squadra, ma alla fine tutti se ne accorgono.
- Ascolti USA: telespettatori 19 178 000[2]
- Ascolti Italia: telespettatori 2 269 000 – share 8,74%[13]

## Noi costruiamo, noi lottiamo
- Titolo originale: We Build, We Fight
- Diretto da: Rocky Carroll
- Scritto da: Jennifer Corbett

### Trama
Il team deve indagare sull'omicidio di un comandante della Marina che è il primo gay dichiarato delle forze armate a essere in procinto di ricevere la Medaglia d'Onore. Intanto Palmer si prepara a diventare padre.
- Ascolti USA: telespettatori 19 178 000[2]
- Ascolti Italia: telespettatori 2 846 000 – share 9,89%[14]

## Il corpo d'onore
- Titolo originale: Cadence
- Diretto da: Tony Wharmby
- Scritto da: Christopher Silber

### Trama
Quando il corpo di un marine viene trovato in un bosco, con in mano una foto macchiata di sangue e al dito un anello della stessa accademia militare che Tony aveva frequentato, la squadra comincia a indagare. Le indagini prendono la strada della Remington quando si scopre che l'ultima chiamata che la vittima aveva ricevuto veniva da lì e che la foto era di una cadetta della stessa scuola, morta suicida a causa del bullismo subito dal corpo d'onore perché aveva rifiutato le avance di un altro compagno di corso.
La ragazza era la sua fidanzata e il marine voleva denunciare la cosa, per questo è stato ucciso, dapprima i sospetti cadono sul cadetto che ha stalkerato la ragazza, poi sul preside della scuola e infine sul mentore del ragazzo.

## Si volta pagina
- Titolo originale: Cabin Fever
- Diretto da: Bethany Rooney
- Scritto da: Scott Williams

### Trama
La squadra sospetta che la vendetta del nemico di Gibbs sia dietro a un'esplosione a un summit sul terrorismo globale. Tuttavia Gibbs decide di lasciare l'indagine al team per andare ad aiutare Fornell la cui vita è sconvolta dal recente assassinio della moglie.

## Squilli dal passato
- Titolo originale: Blast from the Past
- Diretto da: Dennis Smith
- Scritto da: David J. North

### Trama
Un'identità segreta creata per Gibbs in occasione di una missione sotto copertura di vent'anni prima ritorna a galla dopo che una vittima di omicidio viene ritrovata viva e con l'alias di Gibbs che aveva utilizzato in quella missione.

## La banda DiNozzo
- Titolo originale: The Artful Dodger
- Diretto da: Terrence O'Hara
- Scritto da: Gina Lucita Monreal

### Trama
Un dipinto di estremo valore è scomparso ed è stato sostituito con un falso. Questo porta a coinvolgere DiNozzo Sr. nelle indagini in quanto conosce molto bene il mercato nero dell'arte.
- Guest star: Robert Wagner (Anthony DiNozzo senior)

## Cambiamenti
- Titolo originale: Status Update
- Diretto da: Holly Dale
- Scritto da: Christopher J. Waild

### Trama
Dopo che il corpo di un ladro viene ritrovato morto a casa di un marine, l'NCIS trova un biglietto con il numero di un gruppo terroristico che Delilah e il DOD stavano tentando di localizzare.

## Non dimenticare
- Titolo originale: Patience
- Diretto da: Thomas J. Wright
- Scritto da: Steven D. Binder

### Trama
Un sottufficiale della marina viene assassinato e si riapre un caso irrisolto di quarant'anni su un'esplosione avvenuta in un aeroporto sul quale Gibbs e DiNozzo stavano lavorando. Intanto McGee è geloso di non essere coinvolto nel caso.

## Il buon samaritano
- Titolo originale: No Good Deed
- Diretto da: Arvin Brown
- Scritto da: George Schenck e Frank Cardea

### Trama
Tony viene affiancato dalla fidanzata Zoe Keates, agente speciale dell'ATF, in un'indagine riguardante l'arma utilizzata per un omicidio che si scopre essere stata acquistata proprio dall'ATF per un'operazione chiamata "Operazione Fast and Furious". Nel frattempo DiNozzo Senior fa ritorno in città per conoscere la nuova fidanzata del figlio.

## Déjà vu
- Titolo originale: Lost in Translation
- Diretto da: Tony Wharmby
- Scritto da: Jennifer Corbett

### Trama
Gibbs e Bishop volano in Afghanistan dopo aver scoperto che l'omicidio di una marine a Washington è legato a un gruppo terroristico che tiene in ostaggio un altro marine. Intanto DiNozzo è geloso di McGee in quanto è stato scelto come nuovo volto della campagna di reclutamento dell'agenzia.

## Odio virtuale
- Titolo originale: Troll
- Diretto da: Dennis Smith
- Scritto da: Scott Williams

### Trama
La squadra viene affiancata dall'agente speciale della sezione cyber dell'NCIS Ned Dorneget quando una guardiamarina che lavorava all'Intelligence viene assassinata. Le indagini portano alla scoperta di un'organizzazione di reclutamento di giovani terroristi fra i quali si cela anche l'assassino, un adolescente. Gibbs dopo averlo individuato cerca di farlo ragionare spingendolo ad arrendersi, ma questo finisce per suicidarsi con una bomba che provoca una grande esplosione, nella quale anche Gibbs resta coinvolto.

## Bambini sperduti
- Titolo originale: The Lost Boys
- Diretto da: James Whitmore Jr.
- Scritto da: Gina Lucita Monreal

### Trama
Il team scopre l'esistenza di un gruppo terroristico detto "I Chiamati" che recluta bambini per trasformarli in armi e in futuri terroristi. Durante le indagini per individuare Sadiq Samar, un importante reclutatore dell'organizzazione, Gibbs, DiNozzo e Bishop si imbattono in una giovane recluta, un bambino che si chiama Luke Harris. Gibbs cerca di far collaborare il bambino che dopo iniziali dubbi decide di fidarsi dell'agente. Nel frattempo "I Chiamati" uccidono entrambi i genitori adottivi di Harris in quanto lo reputano un traditore. Il bambino rimane sconvolto dalla visione dei suoi genitori uccisi. Intanto McGee e Dorneget volano in Egitto per indagare sul gruppo terroristico. Mentre Tim interroga uno dei leader del gruppo, Rousseau, Dorneget viene coinvolto in un attentato de "I Chiamati" dove viene ferito a morte. Dopo la morte di Ned il team scopre che i terroristi sono pronti ad attaccare le città più importanti del mondo con delle mine modificate. Si scopre che la madre di Ned, Joanna Teague, è un'agente della CIA e chiede a Gibbs di poter collaborare con lui per vendicare la morte del figlio.

## L'isola che non c'è
- Titolo originale: Neverland
- Diretto da: Tony Wharmby
- Scritto da: Gary Glasberg

### Trama
La squadra con la collaborazione di Joanna Teague prosegue l'indagine contro "I Chiamati". Dopo lunghe indagini il team riesce ad arrestare Sadiq Samar, mentre viene identificato il vero capo dell'organizzazione, Daniel Budd. Intanto Luke viene aiutato a fuggire per fare ritorno in Iraq dove viene inseguito da Gibbs, Joanna e DiNozzo. Vance interroga Samar e comprende che è imminente un attentato. Nel frattempo, mentre DiNozzo riceve una telefonata da Budd, Gibbs viene raggiunto dal piccolo Luke che gli spara due colpi di pistola, lasciandolo a terra gravemente ferito mentre si appresta a ucciderlo.